# Tonight I'll Be Staying Here with You
Tonight I'll Be Staying Here with You är en countrylåt skriven och lanserad av Bob Dylan. Låten lanserades på albumet Nashville Skyline i april 1969, och släpptes som albumets tredje och sista singel i oktober 1969. Den togs med på samlingsalbumet Bob Dylan's Greatest Hits, Vol. 2 1971. En liveversion finns med på albumet The Bootleg Series Vol. 5: Bob Dylan Live 1975, The Rolling Thunder Revue. Denna version är betydligt mer rockbetonad.
Låten handlar om en man som funnit kärleken, och bestämmer sig för att stanna i den stad han tidigare tänkt lämna med tåget. Han ger bort biljetten till en fattig man på gatan istället.
Några artister som spelat in låten är Cher (albumet 3614 Jackson Highway 1969), Ben E. King (albumet Rough Edges 1970), The Jeff Beck Group (albumet Jeff Beck Group 1972), och My Morning Jacket.

## Listplaceringar
- Billboard Hot 100, USA: #50[1]